# Calleupalamus olsoufieffi
Calleupalamus olsoufieffi är en stekelart som först beskrevs av Heinrich 1938.  Calleupalamus olsoufieffi ingår i släktet Calleupalamus och familjen brokparasitsteklar. Inga underarter finns listade.